# Epiplema sigillata
Epiplema sigillata är en fjärilsart som beskrevs av Paul Mabille 1897. Epiplema sigillata ingår i släktet Epiplema och familjen Uraniidae. Inga underarter finns listade i Catalogue of Life.